# Typhlodromus nerudensis
Typhlodromus nerudensis är en spindeldjursart som beskrevs av Emile Enrico Ragusa 2003. Typhlodromus nerudensis ingår i släktet Typhlodromus och familjen Phytoseiidae. Inga underarter finns listade i Catalogue of Life.